# Turneul Campioanelor WTA 2016
Turneul Campioanelor WTA 2016, cunoscut și ca WTA Finals 2016,  este un turneu feminin de tenis care se joacă la Kallang, Singapore, între 23 și 30 octombrie 2016. Acesta este turneul cu care se încheie sezonul se pentru cele mai bune jucătoare la simplu și la dublu din Circuitul WTA.

## Turneul
Turneul Campioanelor WTA are loc în perioada 23-30 octombrie, la Singapore Indoor Stadium din Singapore. Este a 46-a ediție a turneului de simplu și a 41-a ediție a turneului de dublu. Turneul face parte din Circuitul WTA 2016. Singapore este cel de-al nouălea oraș care găzduiește acest turneu de la înființarea sa în 1972 și va găzdui acest turneu pentru încă cinci ani.

### Format
Turneul Campioanelor WTA are un format de grupă, cu opt jucătaore / echipe împărțite în două grupe de câte patru. Toate meciurile de simplu se joacă după sistemul cel mai bun din trei seturi (cu tie-break), inclusiv finala. Toate meciurile de dublu se joacă în două seturi cu un Super Tie-break, dacă este nevoie. 

### Calificarea la turneu
La simplu, punctele din Clasament WTA se calculează prin însumarea totalului punctelor din șaisprezece turnee. Din cele șaisprezece turnee, se vor include obligatoriu rezultatele din cele patru turnee de Mare Șlem, cele patru turnee Premier Mandatory și cele mai bune rezultate din două din turneele Premier 5. 
La dublu, totalul punctelor este calculat ca orice combinație de unsprezece turnee de-a lungul anului. Spre deosebire de proba de simplu, această combinație nu trebuie să includă rezultatele din Marile Șlem-uri sau din turneele Premier.

## Puncte acordate și premii
| Etapă                         | Simplu         | Dublu1       | Puncte  |
| ----------------------------- | -------------- | ------------ | ------- |
| Campion                       | G + 1.160.000$ | G + 240.000$ | G + 450 |
| Finalist                      | G + 550.000$   | G + 102.500$ | G + 360 |
| Faza grupelor - 3 victorii    | 610.000$       | 150.000$     | 690     |
| Faza grupelor - 2 victorii    | 457.000$       | 125.000$     | 530     |
| Faza grupelor - 1 victorii    | 304.000$       | 100.000$     | 370     |
| Faza grupelor - fără victorie | 151.000$       | 75.000$      | 210     |
| Jucătorii de rezervă          | 68.000$        | 25.000$      | -       |

- G reprezintă puncte și premii în bani în grupă.
- 1 Premiile în bani pentru dublu sunt per echipă.

## Jucătoare calificate

### Simplu
- Jucătoarele în auriu sunt cele calificate.
- Jucătoarea scrisă cu litere îngroșate a câștigat turneul.
- Jucătoarea în maro s-a retras înainte de începerea turneului.
- Jucătoarele în gri sunt confirmate ca jucătoare de rezervă.
- Rundele și punctele scrise cu litere înclinate sunt puncte din alte turnee care au fost înlocuite conform regulilor competiției.

| Loc     | Jucător              | Mare Șlem | Mare Șlem | Mare Șlem | Mare Șlem | Premier Mandatory | Premier Mandatory | Premier Mandatory | Premier Mandatory | Premier 5 | Premier 5 | Premier 5 | Premier 5 | Cele mai bune alte rezultate | Cele mai bune alte rezultate | Cele mai bune alte rezultate | Cele mai bune alte rezultate | Total puncte | Turnee | Titluri |
| ------- | -------------------- | --------- | --------- | --------- | --------- | ----------------- | ----------------- | ----------------- | ----------------- | --------- | --------- | --------- | --------- | ---------------------------- | ---------------------------- | ---------------------------- | ---------------------------- | ------------ | ------ | ------- |
| Loc     | Jucător              | AUS       | FRA       | WIM       | USO       | IW                | MIA               | MAD               | BEI               | 1         | 2         | 1         | 2         | 3                            | 4                            | 5                            | 6                            | Total puncte | Turnee | Titluri |
| 1       | Angelique Kerber     | W 2000    | R128 10   | F 1300    | W 2000    | R64 10            | SF 390            | R64 10            | R16 120           | F 585     | SF 350    | W 470     | F 305     | SF 185                       | R16 105                      | QF 100                       | QF 60                        | 8000         | 20     | 3       |
| 2       | Serena Williams      | F 1300    | F 1300    | W 2000    | SF 780    | F 650             | R16 120           | A 0               | A 0               | W 900     |           |           |           |                              |                              |                              |                              | 7050         | 7      | 2       |
| 3       | Agnieszka Radwańska  | SF 780    | R16 240   | R16 240   | R16 240   | SF 390            | R16 120           | R64 10            | W 1000            | SF 350    | QF 190    | W 470     | W 280     | QF 190                       | SF 185                       | SF 185                       | R16 105                      | 4975         | 19     | 3       |
| 4       | Simona Halep         | R128 10   | R16 240   | QF 430    | QF 430    | QF 215            | QF 215            | W 1000            | R16 120           | W 900     | SF 350    | SF 350    | W 280     | SF 185                       | R16 1                        | R16 1                        | R32 1                        | 4728         | 17     | 3       |
| 5       | Karolína Plíšková    | R32 130   | R128 10   | R64 70    | F 1300    | SF 390            | R64 10            | R32 65            | R16 120           | W 900     | R16 105   | F 305     | W 280     | SF 110                       | R16 105                      | QF 100                       | QF 100                       | 4100         | 21     | 2       |
| 6       | Garbiñe Muguruza     | R32 130   | W 2000    | R64 70    | R64 70    | R64 10            | R16 120           | R32 65            | R16 120           | SF 350    | SF 350    | QF 190    | QF 100    | QF 100                       | QF 60                        | R16 1                        | A 0                          | 3736         | 19     | 1       |
| 7       | Madison Keys         | R16 240   | R16 240   | R16 240   | R16 240   | R64 10            | QF 215            | R16 120           | SF 390            | F 585     | F 585     | W 470     | QF 190    | SF 110                       | R32 1                        | R32 1                        |                              | 3637         | 15     | 1       |
| 8       | Dominika Cibulková   | R128 10   | R32 130   | QF 430    | R32 130   | R64 35            | R64 35            | F 650             | R32 10            | F 585     | R16 105   | W 470     | W 280     | W 280                        | SF 185                       | F 180                        | SF 110                       | 3625         | 22     | 3       |
| 9       | Svetlana Kuznetsova  | R64 70    | R16 240   | R16 240   | R64 70    | R64 10            | F 650             | R64 10            | R16 120           | SF 350    | QF 190    | W 470     | W 470     | QF 190                       | QF 190                       | SF 110                       | SF 110                       | 3490         | 20     | 2       |
| Rezerve |                      |           |           |           |           |                   |                   |                   |                   |           |           |           |           |                              |                              |                              |                              |              |        |         |
| 10      | Johanna Konta        | SF 780    | R128 10   | R64 70    | R16 240   | R16 120           | QF 215            | R64 10            | F 650             | QF 190    | QF 190    | W 470     | SF 185    | R16 105                      | R16 105                      | QF 60                        | R16 55                       | 3455         | 22     | 1       |
| 11      | Carla Suárez Navarro | QF 430    | R16 240   | R16 240   | R16 240   | A 0               | R64 10            | R16 120           | R64 10            | W 900     | QF 190    | SF 185    | SF 185    | SF 110                       | R16 105                      | R16 105                      | QF 100                       | 3170         | 22     | 1       |

### Dublu
- Jucătoarele în auriu sunt cele calificate.
- Jucătoarea scrisă cu litere îngroșate a câștigat turneul.
- Jucătoarea în maro s-a retras înainte de începerea turneului.
- Jucătoarele în gri sunt confirmate ca jucătoare de rezervă.
- Rundele și punctele scrise cu litere înclinate sunt puncte din alte turnee care au fost înlocuite conform regulilor competiției.

| Loc | Echipa                               | Puncte | Puncte | Puncte | Puncte  | Puncte  | Puncte  | Puncte  | Puncte  | Puncte  | Puncte  | Puncte | Total Puncte | Turnee | Titluri |
| Loc | Echipa                               | 1      | 2      | 3      | 4       | 5       | 6       | 7       | 8       | 9       | 10      | 11     | Total Puncte | Turnee | Titluri |
| --- | ------------------------------------ | ------ | ------ | ------ | ------- | ------- | ------- | ------- | ------- | ------- | ------- | ------ | ------------ | ------ | ------- |
| 1   | Caroline Garcia Kristina Mladenovic  | W 2000 | W 1000 | F 1300 | F 650   | W 470   | W 470   | QF 430  | F 305   | F 305   | R16 240 | QF 190 | 7360         | 16     | 4       |
| 2   | Martina Hingis Sania Mirza           | W 2000 | W 900  | F 650  | W 470   | W 470   | W 470   | QF 430  | F 305   | R16 240 | QF 190  | QF 190 | 6315         | 14     | 5       |
| 3   | Bethanie Mattek-Sands Lucie Šafářová | W 2000 | W 1000 | W 1000 | W 900   | F 305   | R64 10  | R64 10  | R16 1   |         |         |        | 5226         | 8      | 4       |
| 4   | Ekaterina Makarova Elena Vesnina     | F 1300 | W 900  | SF 780 | F 585   | QF 430  | SF 390  | QF 100  | R16 10  | R16 1   |         |        | 4496         | 9      | 1       |
| 5   | Andrea Hlaváčková Lucie Hradecká     | F 1300 | W 470  | QF 430 | SF 350  | W 280   | R16 240 | R16 240 | QF 215  | QF 215  | QF 215  | SF 185 | 4140         | 17     | 2       |
| 6   | Chan Hao-ching Chan Yung-jan         | W 900  | QF 430 | QF 430 | SF 390  | SF 350  | SF 350  | F 305   | W 280   | W 280   | QF 215  | SF 185 | 4115         | 20     | 3       |
| 7   | Tímea Babos Yaroslava Shvedova       | F 1300 | F 650  | SF 390 | R16 240 | R16 240 | QF 215  | QF 190  | QF 190  | QF 190  | SF 185  | SF 185 | 3975         | 12     | 0       |
| 8   | Julia Görges Karolína Plíšková       | SF 780 | SF 780 | F 650  | SF 350  | R16 240 | R16 240 | QF 215  | R16 105 | R16 105 | R32 10  | R32 10 | 3485         | 11     | 0       |
| 9   | Raquel Atawo Abigail Spears          | SF 780 | W 470  | QF 215 | QF 190  | QF 190  | QF 190  | SF 185  | R32 130 | R32 130 | SF 110  | SF 110 | 2700         | 21     | 1       |

## Grupele
Jucătoarele au fost împărțite în două grupe, roșu și alb, reprezentând culorile drapelului statului Singapore.
| Grupa Roșie: Angelique Kerber, Simona Halep, Madison Keys & Dominika Cibulková             |
| Grupa Albă: Agnieszka Radwańska, Karolína Plíšková, Garbiñe Muguruza & Svetlana Kuznetsova |

## Sumarul pe zile

### Ziua 1 (23 octombrie 2016)
| Meciuri                                | Meciuri              | Meciuri                | Meciuri            |
| Eveniment                              | Câștigătoare         | Învinsa                | Scor               |
| -------------------------------------- | -------------------- | ---------------------- | ------------------ |
| Turneul Campioanelor WTA 2016 – Simplu | Simona Halep [3]     | Madison Keys [6]       | 6–2, 6–4           |
| Turneul Campioanelor WTA 2016 – Simplu | Angelique Kerber [1] | Dominika Cibulková [7] | 7–6(7–5), 2-6, 6-3 |

### Ziua a 2-a (24 octombrie 2016)
| Meciuri                                | Meciuri                 | Meciuri                 | Meciuri            |
| Eveniment                              | Câștigătoare            | Învinsa                 | Scor               |
| -------------------------------------- | ----------------------- | ----------------------- | ------------------ |
| Turneul Campioanelor WTA 2016 – Simplu | Svetlana Kuznetsova [8] | Agnieszka Radwańska [2] | 7–5, 1–6, 7–5      |
| Turneul Campioanelor WTA 2016 – Simplu | Karolína Plíšková [4]   | Garbiñe Muguruza [5]    | 6–2, 6–7(6-8), 7-5 |

### Ziua a 3-a (25 octombrie 2016)
| Meciuri                                | Meciuri              | Meciuri                | Meciuri |
| Eveniment                              | Câștigătoare         | Învinsa                | Scor    |
| -------------------------------------- | -------------------- | ---------------------- | ------- |
| Turneul Campioanelor WTA 2016 – Simplu | Angelique Kerber [1] | Simona Halep [3]       | 6-4,6-2 |
| Turneul Campioanelor WTA 2016 – Simplu | Madison Keys [6]     | Dominika Cibulková [7] | 6-1,6-4 |

### Ziua a 4-a (26 octombrie 2016)
| Meciuri                                | Meciuri                 | Meciuri               | Meciuri            |
| Eveniment                              | Câștigătoare            | Învinsa               | Scor               |
| -------------------------------------- | ----------------------- | --------------------- | ------------------ |
| Turneul Campioanelor WTA 2016 – Simplu | Svetlana Kuznetsova [8] | Karolína Plíšková [4] | 3–6, 6–2, 7–6(8-6) |
| Turneul Campioanelor WTA 2016 – Simplu | Agnieszka Radwańska [2] | Garbiñe Muguruza [5]  | 7–6(7-1), 6–3      |

### Ziua a 5-a (27 octombrie 2016)
| Meciuri                                | Meciuri                                  | Meciuri                             | Meciuri               |
| Eveniment                              | Câștigătoare                             | Învinsa/Învinse                     | Scor                  |
| -------------------------------------- | ---------------------------------------- | ----------------------------------- | --------------------- |
| Turneul Campioanelor WTA 2016 – Simplu | Dominika Cibulková [7]                   | Simona Halep [3]                    | 6–3, 7–6(7–5)         |
| Turneul Campioanelor WTA 2016 – Simplu | Angelique Kerber [1]                     | Madison Keys [6]                    | 6–3, 6–3              |
| Turneul Campioanelor WTA 2016 – Dublu  | Caroline Garcia Kristina Mladenovic [1]  | Julia Goerges Karolína Plíšková [8] | 6–4, 6–2              |
| Turneul Campioanelor WTA 2016 – Dublu  | Bethanie Mattek-Sands Lucie Šafářová [3] | Tímea Babos Yaroslava Shvedova [7]  | 5–7, 7–6(8–6), [10–2] |

### Ziua a 6-a (28 octombrie 2016)
| Meciuri                                | Meciuri                              | Meciuri                              | Meciuri         |
| Eveniment                              | Câștigătoare                         | Învinsa/Învinse                      | Scor            |
| -------------------------------------- | ------------------------------------ | ------------------------------------ | --------------- |
| Turneul Campioanelor WTA 2016 – Simplu | Garbiñe Muguruza [5]                 | Svetlana Kuznetsova [8]              | 3–6, 6–0, 6–1   |
| Turneul Campioanelor WTA 2016 – Simplu | Agnieszka Radwańska [2]              | Karolína Plíšková [4]                | 7–5, 6–3        |
| Turneul Campioanelor WTA 2016 – Dublu  | Martina Hingis Sania Mirza [2]       | Chan Hao-ching Chan Yung-jan [6]     | 7–6(12–10), 7–5 |
| Turneul Campioanelor WTA 2016 – Dublu  | Ekaterina Makarova Elena Vesnina [4] | Andrea Hlaváčková Lucie Hradecká [5] | 6–2, 7–5        |

### Ziua a 7-a (29 octombrie 2016)
| Meciuri                                | Meciuri                                  | Meciuri                                 | Meciuri            |
| Eveniment                              | Câștigătoare                             | Învinsa/Învinse                         | Scor               |
| -------------------------------------- | ---------------------------------------- | --------------------------------------- | ------------------ |
| Turneul Campioanelor WTA 2016 – Simplu | Dominika Cibulková [7]                   | Svetlana Kuznetsova [8]                 | 1–6, 7–6(7–2), 6–4 |
| Turneul Campioanelor WTA 2016 – Simplu | Angelique Kerber [1]                     | Agnieszka Radwańska [2]                 | 6–2, 6–1           |
| Turneul Campioanelor WTA 2016 – Dublu  | Bethanie Mattek-Sands Lucie Šafářová [3] | Caroline Garcia Kristina Mladenovic [1] | 6–3, 7–5           |
| Turneul Campioanelor WTA 2016 – Dublu  | Ekaterina Makarova Elena Vesnina [4]     | Martina Hingis Sania Mirza [2]          | 3–6, 6–2 [10–6]    |

### Ziua a 8-a (30 octombrie 2016)
| Meciuri                                | Meciuri                              | Meciuri                                  | Meciuri       |
| Eveniment                              | Câștigătoare                         | Învinsa/Învinse                          | Scor          |
| -------------------------------------- | ------------------------------------ | ---------------------------------------- | ------------- |
| Turneul Campioanelor WTA 2016 – Simplu | Dominika Cibulková [7]               | Angelique Kerber [1]                     | 6–3, 6–4      |
| Turneul Campioanelor WTA 2016 – Dublu  | Ekaterina Makarova Elena Vesnina [4] | Bethanie Mattek-Sands Lucie Šafářová [3] | 7–6(7–5), 6–3 |

## Campioane

### Simplu
- Dominika Cibulková v.  Angelique Kerber, 6–3, 6–4

### Dublu
- Ekaterina Makarova /  Elena Vesnina v.  Bethanie Mattek-Sands /  Lucie Šafářová, 7–6(7–5), 6–3

## Legături externe
- en Site web oficial